# LIPS (本田美奈子.のアルバム)
『LIPS』（リップス）は、本田美奈子の2枚目のオリジナル・アルバム。1986年6月4日に東芝EMIから発売された。

## 解説
- 2枚目のアルバム。既発のシングルは収録されず、「1986年のマリリン」と「マリオネットの憂鬱」のアルバムバージョンが収録された。
- 初回限定盤は、カラーレコード仕様であった。

## 収録曲
（全作詞：秋元康、作曲：筒美京平）
1. Sold out [3:21]
編曲：大谷和夫
2. リボンがほどけない [4:12]
編曲：大谷和夫
3. 1986年のマリリン [New Version] [3:49]
編曲：新川博
4. スケジュール [3:43]
編曲：大谷和夫
5. JOE [3:31]
編曲：大谷和夫
6. バスルームエンジェル [3:30]
編曲：鷺巣詩郎
  - 東芝「ゆうゆう夏祭り」CMソング
7. ドラマティックエスケープ [4:04]
編曲：鷺巣詩郎
8. マリオネットの憂鬱 [Album Version] [3:55]
編曲：新川博
9. YOKOSUKAルール [4:05]
編曲：大谷和夫
10. 愛の過ぎゆくままに [2:53]
編曲：鷺巣詩郎